# Мызинский мост
Мы́зинский мост (также Карповский мост) — один из мостов Нижнего Новгорода через Оку. Соединяет верхнюю, нагорную, часть города с нижней, заречной. Мост является важным узлом федеральной трассы М7 Москва — Казань.

## История
В начале 1970-х годов очевидной стала необходимость создания нового моста через Оку. Из пяти вариантов был отобран уникальный для того времени проект неразрезного пролётного строения. Мост представляет собой неразрезанную балку, которая собрана из отдельных железобетонных элементов весом до 60 т каждый, склеенных между собой эпоксидным клеем и соединённых предварительно напряжённой арматурой. Автор проекта — архитектор Г. В. Огородников.
Строительство началось в 1972 году и продолжалось 9 лет. В 15 км от места строительства на берегу Волги был развёрнут полигон для опытно-строительных работ общей площадью 148 000 м². На этой территории расположились крановый и арматурный цеха, лесозавод, бетонный завод, лаборатория, пропарочная камера.
Уникальность конструкции — в способе соединения бетонных блоков. В отличие от обычного, сварного метода, блоки склеивались при помощи эпоксидной смолы марки «ЭД-20». Компаунд-смола и фуриловый спирт перемешивались, а затем полученная смесь вручную наносилась на бетонную поверхность блока слоем толщиной 1,5—2 мм.
Первоначально мост планировалось закончить в 1979 году, однако из-за большого объёма работ сроки были продлены. 1 августа 1981 года строительство завершилось, и после испытаний 6 августа состоялось официальное его открытие.
Поскольку мост являлся частью федеральной трассы Москва — Казань, через него проходил основной транзитный поток. В сентябре 2006 года правительство Нижегородской области сделало заявление о том, что мост находится в опасном состоянии. По словам вице-губернатора области Виктора Клочая, если не провести срочные ремонтные работы, мост «сложится как карточный домик». Фраза была подхвачена прессой, а сюжет об аварийном состоянии моста был показан по общероссийскому телевидению в программе «Вести». Была заявлена сумма, необходимая для ремонта моста — 260 млн рублей. Необходимость срочного ремонта Мызинского моста стала одним из обоснований повышения транспортного налога в Нижегородской области в 2,5 раза, что сделало этот налог самым высоким по России.
С другой стороны, и. о. мэра города Сергей Гладышев от имени администрации города, на чьём балансе находится сооружение, отрицал критическое состояние моста, настаивая на том, что требуется всего лишь плановый ремонт.
В 2008 году примерно в 15 км выше по течению Оки закончилось строительство второй очереди объездной дороги со Стригинским мостом, куда был перенаправлен транзитный поток коммерческого транспорта, что снизило нагрузку на Мызинский мост.
Осенью 2010 года проводился ремонт моста с заменой деформационных швов. На время работ движение по двум из шести полос ограничивалось.
27 июня 2017 года стало известно, что ремонт Мызинского моста в Нижнем Новгороде обойдётся в 400 млн рублей. Планировалось, что средства на ремонт моста будут выделены из дорожного фонда Нижегородской области.
В ночь с 31 января на 1 февраля 2018 года на левобережной части моста разошёлся деформационный шов.
В результате этого образовалась глубокая расщелина, и часть асфальтового покрытия просела. В городе образовались многокилометровые заторы на дорогах и произошёл транспортный коллапс.
Ситуацию усугубило закрытие второй линии городской электрички в зимний период, в результате чего у горожан не стало альтернативного пути со станции «Мыза» до станции «Петряевка». Из-за того что через мост проходит часть федеральной трассы М7 и на обоих берегах расположены различные крупные предприятия, здесь ежедневно проходит самый большой поток городского пассажирского транспорта. Этот мост имеет самый большой отрыв от остальных трёх мостов города, поэтому альтернативного пути у многих горожан нет.
С 9 июля 2018 года мост был частично закрыт на ремонт, который завершился полностью 17 августа 2019 года.

## Аварийность
Уклон моста от правого берега Оки к левому и отсутствие разделительного отбойника способствуют повышенной аварийности, периодически приводящей к крупным автомобильным катастрофам на мосту и подъездах к нему. Перечисленные факторы усугублялись наличием трамвайных путей, спроектированных и построенных посреди проезжей части, но заканчивавшихся с обеих сторон моста тупиками. Во время косметического ремонта в 2003 году трамвайные пути с Мызинского моста убрали. Впрочем, это не намного снизило аварийность: большой поток транзитного большегрузного транспорта приводит к частым авариям из-за отказа тормозов при движении под уклон, как это произошло, например, в мае 2008 года. 27 февраля 2005 года ГАЗель, спускавшаяся по мосту со стороны высокого правого берега, перелетела через перила моста и рухнула на лёд реки с высоты более 30 метров. В 2012 году здесь произошло 22 ДТП, в которых погибло 8 человек.
1 февраля 2013 года по предложению Нижегородской Епархии мост был освящён православными священниками.

## Технические характеристики
Длина моста 1006 м, ширина 27 м. Площадь проезжей части 2200 м², вес моста — 235 000 т. Пропускная способность — до 30 тысяч машин в сутки.

## Транспорт
- Автобус: А-15, А-63, А-66, А-68, А-73, А-77, А-85, А-86, А-97
- Маршрутное такси: 650, 725, т300, т370